# غريت بولز أوف فاير
دبليو دبليو إي غريت بولز أوف فاير (WWE Great Balls of Fire) كان عرض مصارعة محترفة انشئ من قبل دبليو دبليو إي (WWE) لـقسم رو. حدث العرض في 9 يوليو، 2017 في مركز الخطوط الجوية الأمريكية في دالاس، تكساس.
كان هذا هو الحدث الأول تحت الاسم. تم تسميت العرض على اسم أغنية تحمل نفس الاسم، والتي استُخدمت كأغنية الحدث الرسمية كجزء من تسوية مع المغني جيري لي ليوس على انتهاك حقوق النشر. اسم العرض حصل على انتقاد سلبي على شبكات التواصل الاجتماعي بسبب مدى طول الاسم.
تم التنافس على تسع مباريات في الحدث، بما في ذلك مباراة واحدة في العرض الأولي. في الحدث الرئيسي، هزم بروك ليسنر ساموا جو للاحتفاظ ببطولة دبليو دبليو إي الكونية. في باقي المباريات، هزم برون سترومان رومان رينز في مباراة سيارة إسعاف، براي وايت هزم سيث رولينز، و احتفظا سيزارو وشيمس ببطولة دبليو دبليو إي رو للفرق ضد ذا هاردي بويز (جيف ومات هاردي) في مباراة الرجل الحديدي في 30 دقيقة.

## نتائج المباريات
- نفل (ب) هزم آكيرا توزاوا (مع تايتس أو نيل) ليحتفظ ببطولة الكروز
- براي وايت هزم سيث رولينز
- بيق كاس هزم إينزو آموري
- شيمس وسيزارو (ب) هزما جيف ومات هاردي ليحتفظا ببطولة رو للفرق 4-3 (مباراة رجل حديدي في 30 دقيقة)
- ساشا بانكس هزمت أليكسا بليس (ب) لكن لم تربح بطولة سيدات رو لأنها فازت بعد أن إنتها العد
- ذا ميز (ب) (مع بو دالاس، كيرتس آكسل وماريس) هزم دين آمبروز ليحتفظ ببطولة القارت
- برون سترومان هزم رومان رينز (مباراة سيارة إسعاف)
- هيث سلايتر هزم كرت هوكينز
- بروك ليسنار (ب) هزم ساموا جو ليحتفظ ببطولة العالم لدبليو دبليو إي للوزن الثقيل

## روابط خارجية
- غريت بولز أوف فاير على موقع IMDb (الإنجليزية)